# Carolyne Van Vliet
Carolyne Marina van Vliet (Dordrecht, 27 december 1929 – Miami (Florida), 15 juli 2016) was een in Nederland geboren Amerikaans natuurkundige. Ze is in haar vakgebied bekend van haar theorie van generatie-recombinatie ruis van elektronen in halfgeleiders, voor de theorie van kwantumtransport in niet-evenwichts statistische mechanica alsmede van haar vele bijdragen aan de Linear Response Theory.

## Biografie
Van Vliet werd geboren in Dordrecht als Karel van Vliet. Ze haalde in 1949 haar kandidaatsexamen in de natuur- en wiskunde aan de Vrije Universiteit van Amsterdam. Aan dezelfde universiteit behaalde ze in 1953 haar doctoraal in de natuurkunde. Ze promoveerde er in 1956 onder Gerardus Sizoo op het proefschrift met de titel Current Fluctuations in Semiconductors and Photoconductors. Co-promoter was Hendrik Casimir.
Van 1949 tot 1953 was Van Vliet docent-assistent aan de Vrije Universiteit Amsterdam, en van 1953 tot 1956 was ze N.V. Philips Research Fellow aan dezelfde universiteit. Vervolgens kreeg ze een aanstelling als Fulbright Fellow aan de Faculteit Elektrotechniek aan de Universiteit van Minnesota; in 1957 werd ze er universitair docent. Van 1958 tot 1960 was ze kortstondig "conservator" aan de faculteit Natuurkunde van de Vrije Universiteit, waarna ze in 1960 terugkeerde naar Minnesota. Tot 1970 was ze er hoogleraar.
Tussen 1969 en 1995 was Van Vliet als hoogleraar theoretische natuurkunde verbonden aan het Centre de Recherches Mathématiques van de Universiteit van Montreal. Zij begon in deze periodes in de avonduren vrouwenkleding te dragen. Dit was ingewikkeld voor haar gezin met opgroeiende kinderen. In 1982 werd bekend dat zij van geslacht veranderd was. In Quebec klaagde ze winkelketen Sears aan omdat zij onbehoorlijk was behandeld door een bewaker omdat ze een pashokje voor dames gebruikte. Naar verluidt heeft ze een schadevergoeding daarvoor ontvangen.
Van 1992 tot 2000 was zij hoogleraar op de faculteit van elektro- en computertechniek aan de Florida International University in Miami. Haar laatste positie was die van adjunct-hoogleraar natuurkunde aan de Universiteit van Miami. Bij van Vliet promoveerden zes natuurkundigen op onderwerpen uit de vastestoffysica.
Zelfs toen ze boven de 80 was ze volgens een collega nog een toegewijd docent en gaf ze les aan studenten die voor hun master studeerden.

## Onderzoek
Van Vliet wordt gezien als een expert op het gebied van signaalverwerking in elektronische schakelingen. Ook was zij deskundig over de elektronische ruis die in zulke schakelingen, in halfgeleidermaterialen en elektrische componenten, storend kan optreden. Dat elektronen deze ruis veroorzaken wordt verklaard door de statistische mechanica en door de kwantummechanica. Omdat de elektronische componenten op chips steeds kleiner worden, worden die kwantummechanische effecten belangrijker.
Zij deed onderzoek aan het Kwantum-hall-effect, aan het Ahoronov-bohm effect en aan magnetophononresonantie.

## Eerbetoon
Voor haar veelomvattende bijdragen aan haar vakgebied werd ze in 1991 gekozen tot Fellow van het Institute of Electrical and Electronics Engineers (IEEE) en vijf jaar later tot Life-Fellow van dat instituut. In 2010 werd zij gekozen als Fellow van de American Physical Society (APS).

## Publicaties (selectie)
- K M van Vliet, Current Fluctuations in Semiconductors and Photoconductors, proefschrift, Excelsior, Den Haag, 1956.
- K M van Vliet, Elektronica, Collegedictaat, 1958.
- K M van Vliet en J. R. Fassett " Fluctuations due to Electronic Transitions and Transport in Solids" in Fluctuation Phenomena in Solids (R.E. Burgess, Ed.), Academic Press, NY, 1965.
- Carolyne M. Van Vliet, "Ninth International Conference on Noise in Physical Systems" (Ed.), World Scientific Publishing Company, Singapore 1987.
- Carolyne M. Van Vliet, Equilibrium and Non-equilibrium Statistical Mechanics, World Scientific Publishing Company, Singapore en New Jersey, 2008, ISBN 981-270-477-9 (hard cover) en ISBN 981-270-478-7 (paperback).